# كريستوف أجنولوتو
كريستوف أجنولوتو (بالفرنسية: Christophe Agnolutto)‏ مواليد 6 ديسمبر 1969 في فرنسا، هو دراج فرنسي سابق في صنف سباق الدراجات على الطريق.

## سباقات أو مراحل فاز بها
- طواف فرنسا
- طواف سويسرا

## روابط خارجية
- كريستوف أجنولوتو على موقع الاتحاد الدولي للدراجات (الإنجليزية)
- كريستوف أجنولوتو على موقع أرشيف الدراجات (الإنجليزية)
- كريستوف أجنولوتو على موقع إحصائيات الدراجات الإحترافية (الإنجليزية)
- كريستوف أجنولوتو على موقع CycleBase (الإنجليزية)